# Senecio krameri
Senecio krameri là một loài thực vật có hoa trong họ Cúc. Loài này được Franch. & Sav. miêu tả khoa học đầu tiên.